# ミュージックコネクティングカード
ミュージックコネクティングカード（英語: MUSIC Connecting Card）は、2014年（平成26年）11月よりユニバーサルミュージックと株式会社フェイスが販売を開始した音楽商品。インターネット上の専用ウェブサイトにてカード裏面に記載されている「コネクティングナンバー」と呼ばれる16桁のPINコードを入力することで認証を行い、カードに付帯する音楽ダウンロード、動画再生、特典応募、eチケットなどのコンテンツを得ることが出来るサービスである。

## 概要
2014年6月にユニバーサルミュージックとフェイスが共同で開始した音楽プラットフォームサービス「U-CONNECT」で販売された「U-CONNECTカード」が前身である。フェイスは同社の事業内容で音楽コミュニケーションサービスとして「Webサービスとカードのメリットを併せ持つ、アーティストとファンがつながるカードサービス」、アーティストに対して提供するサービス「Fans'（Future Artist Network Service）」においては「ライブの来場者やCDの購入者にスペシャルコンテンツを提供しファンとのつながりを作る展開が出来る」とミュージックコネクティングカードについて説明している。
サービスを受けるためにはミュージックコネクティングカード専用サイトでの無料の会員登録が必要で、コンテンツのダウンロードにはパソコンの場合は専用サイトへのログイン、iPhoneおよびスマートフォンの場合は専用アプリでのログインが必要となっている。U-CONNECTの旧アカウントを持っている場合には新規会員登録を行なう必要は無く、旧アカウントを使用してログインすることが可能である。
カードの販売は当初からユニバーサルミュージックの公式通販サイト「UNIVERSAL MUSIC STORE」やユニット・レーベルの公式サイト・ショップを中心に行われていたが、2015年3月4日に超新星「きっと」のミュージックコネクティングカードを全国のローソン国内店舗約12,000店での販売を開始。ユニバーサルミュージックは今後、コンビニエンスストア・家電量販店・スーパーマーケット等での「ミュージックコネクティングカード」の販路拡大を目指すとしている。

## 主な参加アーティスト
※順位はオリコン週間 CDシングル・アルバムランキング最高位、デフォルトの並び順は発売日順。
| 発売日                                                    | アーティスト                          | 作品名                                | 種別                                  | 所属・レーベル                                 | 前回                                  | 順位                                  | 備考                                                                                               |
| U-CONNECTカード（ユーコネクトカード）                     | U-CONNECTカード（ユーコネクトカード） | U-CONNECTカード（ユーコネクトカード） | U-CONNECTカード（ユーコネクトカード） | U-CONNECTカード（ユーコネクトカード）          | U-CONNECTカード（ユーコネクトカード） | U-CONNECTカード（ユーコネクトカード） | U-CONNECTカード（ユーコネクトカード）                                                              |
| --------------------------------------------------------- | ------------------------------------- | ------------------------------------- | ------------------------------------- | ---------------------------------------------- | ------------------------------------- | ------------------------------------- | -------------------------------------------------------------------------------------------------- |
| 2014年                                                    | Le Lien                               | 虹色ハイジャンプ                      | シングル                              |                                                | 0位                                   | 0位                                   | |
| 2014年                                                    | Le Lien                               | Lovely Magic                          | シングル                              |                                                | 0位                                   | 0位                                   | |
| 2014年09月17日                                            | BEAST                                 | BEAST JAPAN BEST                      | シングル                              |                                                | 0位                                   | 0位                                   | |
| 2014年08月06日                                            | さいとうまりな                        | はじまるふたり                        | シングル                              | ユニバーサル ミュージック ZEN MUSICレーベル    | 0位                                   | 0位                                   | PDZS-5901                                                                                          |
| 2014年08月13日                                            | Hilcrhyme                             | FLOWER BLOOM                          | シングル                              | ユニバーサルミュージック                       | 0位                                   | 0位                                   | |
| 2014年08月20日                                            | PASSPO☆                               | 向日葵                                | シングル                              | プラチナム・パスポート ユニバーサルJ           | 0位                                   | 0位                                   | PROJ-6006 - 6014（9種+集合2種）                                                                    |
| 2014年06月25日                                            | 超新星                                | 5 YEARS COMPLETE CLIPS and more!!!!!! | -                                     |                                                | 0位                                   | 0位                                   | DVD作品に封入、特典映像                                                                            |
| 2014年08月20日                                            | Suzu                                  | LOVE TO YOU -by CUPS-                 | シングル                              | ユニバーサルミュージック ユニバーサルJレーベル | 0位                                   | 0位                                   | |
| 2014年09月24日                                            | C&K                                   | 終わりなき輪舞曲                      | シングル                              | ユニバーサルミュージック                       | 0位                                   | 0位                                   | |
| 2014年08月01日                                            | サスケ                                | 青いラブソング                        | シングル                              | ユニバーサル ミュージック                      | 0位                                   | 0位                                   | |
| 2014年08月27日                                            | サスケ                                | sasuke                                | アルバム                              | ユニバーサル ミュージック                      | 0位                                   | 0位                                   | |
| MUSIC Connecting Card（ミュージックコネクティングカード） |                                       |                                       |                                       |                                                |                                       |                                       | |
| 2014年12月10日                                            | PASSPO☆                               | TRACKS                                | アルバム                              | プラチナム・パスポート ユニバーサルJ           | 0位                                   | 0位                                   | PDZJ-1007 - 1016（10種） D2ZJ-1018 - 1020（5種+面会チケット） D2ZJ-1021 - 1022（5種+面会チケット） |
| 2014年12月24日                                            | INFINITE                              | Dilemma                               | シングル                              | WILL-BE ユニバーサル ミュージック              | 0位                                   | 0位                                   | D2ZJ-1038（全7種セット）                                                                           |
| 2015年02月18日                                            | Apink                                 | Mr. Chu (On Stage) ～Japanese Ver.～  | シングル                              | J-ROCK EMI RECORDS                             | 0位                                   | 0位                                   | UPZH-29001                                                                                         |
| 2015年01月21日                                            | JYJ                                   | WAKE ME TONIGHT                       | シングル                              | C-JES・エンターテインメント Brand New Music    | 0位                                   | 0位                                   | BJYJ-0011 - 0020（全10種）                                                                         |
| 2015年03月04日                                            | 超新星                                | きっと                                | シングル                              | ユニバーサルミュージック                       | 0位                                   | 0位                                   | PDZJ-1034 - 1038（全5種） D2ZJ-1028 - 1035 （5種セット+リハーサル見学会参加特典）                  |
| 2015年03月06日                                            | 長渕剛                                | 明日へ続く道                          | シングル                              | EMI Records                                    | 0位                                   | 0位                                   | PRON-6016 （ホールツアー各会場、UNIVERSAL MUSIC STORE、Rock On限定）                               |
| 2015年03月25日                                            | LUI FRONTiC 赤羽JAPAN                 | リプミー                              | シングル                              | ユニバーサルJ                                  | 0位                                   | 0位                                   | D2ZJ-1041 - 1045 （4種セット+チケット）                                                            |
| 2015年03月31日                                            | NMB48                                 | Don’t look back !                     | シングル                              | ユニバーサルJ                                  | 0位                                   | 0位                                   | D2ZJ-1041 - 1045 （4種セット+チケット）                                                            |